# Clara Hagman
Clara Hagman, művésznevén Clara Mae (Gävle, 1991. július 9. –) svéd popénekesnő és dalszerző, az Ace of Base popegyüttes korábbi tagja (2009–2012). A Big Beat és az Atlantic Records szerződött előadója.
2002-ben részt vett egy dalszövegíró-versenyen, ahol negyedik lett. Három évig tanult zongorázni valamint énekelni, később pedig Stockholmba költözött, hogy elkezdhesse énekesi karrierjét. Pályafutása elején David Guettával és Tiëstoval is dolgozott, 2008-ban pedig a Next Star című versenyen lett második helyezett. Ezt követően kereste meg őt, valamint Julia Williamsont Ulf Ekberg és Jonas Berggren, hogy legyenek az Ace of Base új énekesnői Linn és Jenny Berggren helyén. Három évnyi együttműködés és egy album (The Golden Ratio, 2010) után 2012-ben kilépett az együttesből, és szólókarrierbe kezdett. Szólóénekesként "I'm Not Her" és "I Forgot" című szerzeményei jelentősek. 2020-ban jelent meg első stúdióalbuma.

## Diszkográfia

### Ace of Base
- The Golden Ratio (2010)

### Szóló nagylemezek
- Drunk on Emotions (2020)